# Adobe Edge
Adobe Edge Tools & Services は、レスポンシブ Web デザイン、クロスブラウザーテスト、HTML5 アニメーションに対応した実験的なアプリセットとして、2012年にリリースされたアプリケーション＆サービス。

## 概要
Adobe Edge Toolsは、そもそも2011年8月1日に発表されたAdobe Edge Animateを前身とする。
2012年9月25日、Adobe Edge Tools & Servicesを発表。このときに提供開始されたのは、Adobe Edge Animate 1.0、Adobe Edge Inspect 1.0（旧コードネーム「Shadow」）、Adobe PhoneGap Build 1.0、Adobe Edge Web Fonts、Adobe Edge Code（プレビュー版）。また、Adobe Edge Reflowの発表がおこなわれた。
その後も継続的にバージョンを重ねるも、2015年10月に開発打ち切りを発表。2019年9月30日をもって、すべてのAdobe EdgeファミリーがCreative Cloud から削除された。

## 製品ファミリー

### Adobe Edge Animate
HTML、JavaScript、CSSを使用し、Web上に提供可能な、モーションアニメーションおよびインタラクション作成ツール。詳しくはAdobe Edge Animate、ならびにAdobe Animate参照。 

### Adobe Edge Inspect
モバイルデバイス（iPhone、Androidフォンなど）上でHTMLコンテンツのプレビュー、検証を行うためのプレビューツール。

### Adobe Edge Code
Adobeが推進するオープンソースプロジェクトBracketsをベースに開発されたコードエディタ。HTML、CSS、JavaScriptなどのコーディングに最適化され、フロントエンドエンジニア向けに設計されていた。

### Adobe Edge Reflow
HTMLコンテンツのレスポンシブデザインを効率よく設計するためのWebデザインツール。2013年9月9日にはWeb制作とモバイルデザインのワークフローを合理化するGeneratorテクノロジーを搭載。

### Adobe Edge Web Fonts
Webサイトやアプリケーション上でフォントを使用するための無償のWebフォントサービス。

### Adobe Typekit
Webサイト上での高品質フォントの使用を提供するフォントライブラリ。その後、Adobe Edge Web Fontsと統廃合され、最終的にAdobe FontsとしてCreative Cloudを構成するサービスのひとつになっている。詳しくはAdobe Fontsを参照。

### Adobe PhoneGap Build
Web技術を利用してモバイルアプリケーションを開発するためのパッケージングサービス。